# Vanšu híd
A Vanšu híd (lettül: Vanšu tilts) ferdekábeles híd, amely Lettország fővárosában, Rigában szeli át a Daugavát. A vanšu szó a felfüggesztett kábelekre utal, az eredeti szó jelentése a vitorlás hajókon használt kötélzetre utal. 625 méter hosszú, egyike a város öt hídjának, és a kettőből az egyik, amelyik áthalad Ķīpsala szigetén. 

## Története
A mai híd arra a helyre épült, ahol egykor a Daugaván 1945-ben épített ideiglenes fahíd (ún. Valdemār-híd) állt, és egészen az 1950-es évek végéig működött. Az új Október (ma Akmens) híd 1957-es megnyitása miatt a Valdemar híd mellé helyezték át az addig az ottani építkezést tehermentesítő pontonhidat. A Valdemār-híd 1964-ig látta el funkcióját, majd fokozatosan lebontották. A jelenlegi ferdekábeles híd a szovjet időszakban épült, a munkálatok 1979-ben kezdődtek meg, majd 1981. július 21-én nyitották meg nyilvános forgalom számára Gorkij híd (Gorkija tilts) néven, amit a rá vezető Maxim Gorkij utca után kapott. Elkészültekor egész Európa leghosszabb ferdekábeles hídjának számított. A Szovjetunió felbomlását követően nevezték át a mai nevükre mind mind a hidat, mind az utcát, az utóbbi Krišjānis Valdemārs nevét kapta, míg a hídnak ezúttal saját nevet adtak.
2011-ben megkezdődött a híd bővítésének befejezési szakasza, amely magában foglalta a bal parton az utak és járdák építését, új földalatti telekommunikációs kábelek fektetését. A Daugavgrīvas utcát kiszélesítették, a Zunda-csatornán egy új híd építését kezdték meg, amely új összeköttetésként szolgál majd a Ķīpsala melletti Daugavgrīvas utcához a Raņķas gáttól a Krišjāņa Valdemāras utcáig.
A 2010-es években több mint 10 alkalommal próbáltak meg illegálisan felmászni a kábelekre. Az egyetlen halálesettel végződő baleset 2012. június 7-én történt, amikor egy férfi öngyilkosságot követett el úgy, hogy leugrott a híd kábeleiről. Az eset után a rigai városi tanács elrendelte, hogy szögesdrót-akadályokat szereljenek fel a kábelekre, amelyek megakadályozták a hasonló eseteket. 2013-ban a híd mellett strandot nyitottak játszótérrel és röplabdapályával. A híd átfogó felújítási munkálatai a tervek szerint 2023-ban kezdődnek meg.

## Műszaki jellemzők
A Vansu híd a Daugava legészakibb átkelőhelye, a Valdemāra utcát köti össze a Kalnciema utcával.  A híd hossza 560 méter, de felüljárókkal és rámpákkal együtt vett teljes hossza eléri a 2 kilométert, szélessége 28,4 méter. A 312 méter legnagyobb fesztávolságú hídpályát egyetlen 109 méter magasságú vasbeton pilon tartja. A hídpálya Kijevben, a kábelek és tartó szerkezetek a voronyezsi hídgyárban készültek.

## Fordítás
- Ez a szócikk részben vagy egészben  a   Vanšu-Brücke című német Wikipédia-szócikk ezen változatának fordításán alapul.  Az eredeti cikk szerkesztőit annak laptörténete sorolja fel. Ez a jelzés csupán a megfogalmazás eredetét és a szerzői jogokat jelzi, nem szolgál a cikkben szereplő információk forrásmegjelöléseként.